# Froilán de León
San Froilán (Lugo, 833 - León, 904) es un santo de la Iglesia católica, patrón de la provincia de Lugo y de la diócesis de León.
Nace en Lugo hacia el año 832. Siendo muy joven abandona la casa paterna para vivir como ermitaño en las montañas del Cebrero y el Bierzo. Se siente impulsado por Dios a abandonar su retiro para dedicarse por entero a la predicación en las comarcas de Galicia y León.
Es en este tiempo cuando, según la leyenda, tiene lugar el episodio del lobo que devora su jumento. Conminado por el santo, el fiero animal, como manso cordero, carga con las alforjas de los libros que siempre acompañaban a San Froilán en sus correrías apostólicas.
Conoce a san Atilano, monje como él, y ambos comparten el ministerio de la predicación y la tarea de reforma y fundación de muchos monasterios.
El pueblo lo reclama como obispo para la sede de León, siendo consagrado como tal cuando contaba 68 años de edad.

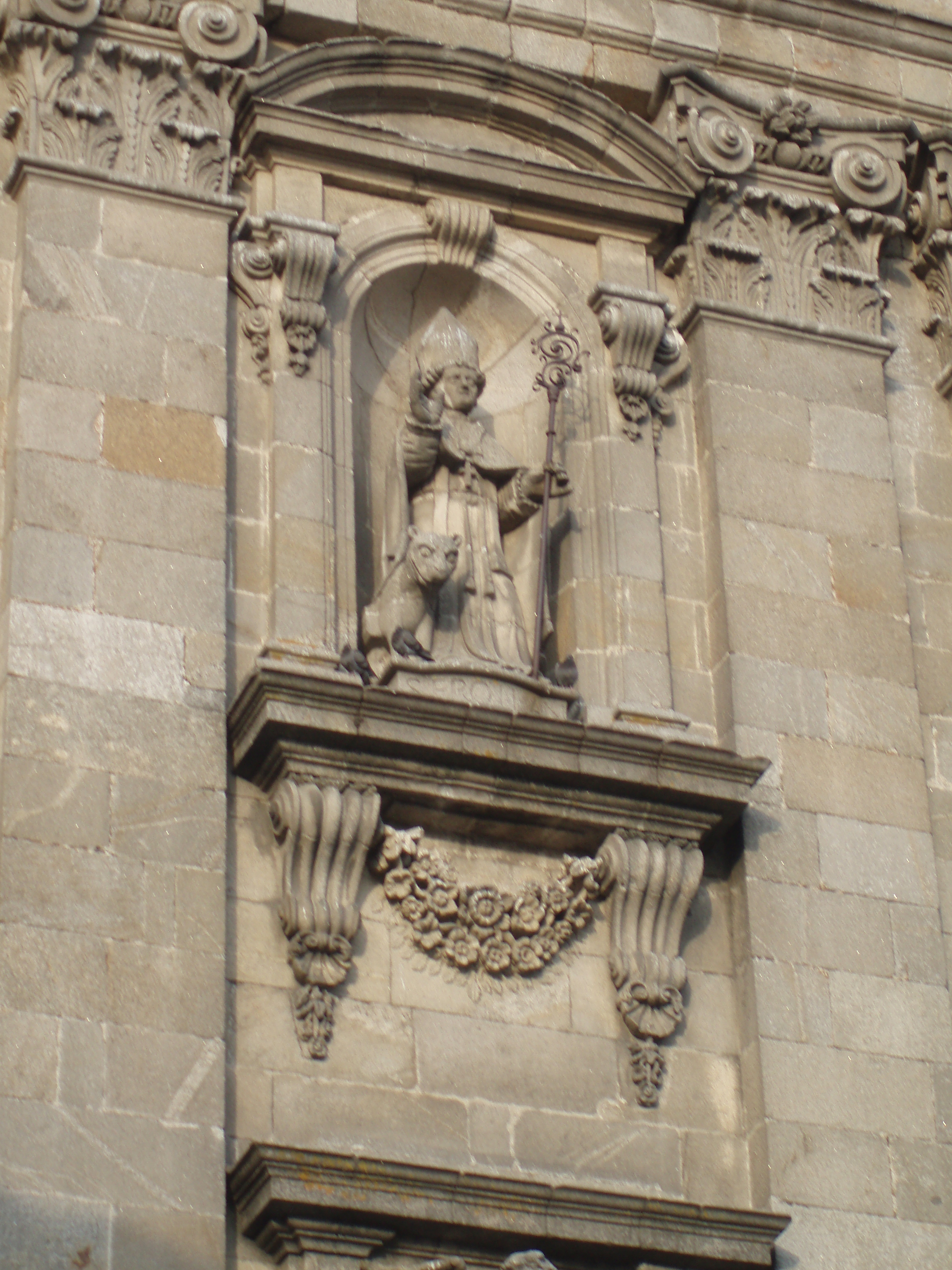
Estatua de san Froilán. Catedral de Lugo.

Después de un fructuoso pontificado, muere en olor de santidad a la edad de 73 años.
El pueblo inmediatamente lo venera como santo y su fama se extiende por toda la Iglesia.
Es patrono de las diócesis de León y Lugo y titular de la parroquia leonesa y lucense que lleva su nombre.
Bajo su advocación está una de las iglesias barrocas del casco viejo de Lugo, teniendo a su vez una capilla en la catedral de Santa María de Lugo. Sus restos se conservan en un arca del altar mayor de la catedral de León. Su nombre también está mencionado en caracteres criptográficos (cifra notarial visigótica) en los márgenes de los folios 128v y 149r del Antifonario de León. Su conmemoración es el 5 de octubre, aunque en gran medida las fiestas arrancan desde el sábado anterior.

## Martirologio Romano
En León, ciudad de Hispania, conmemoración de san Froilán, obispo, que primero fue eremita y después, ordenado obispo, evangelizó las regiones liberadas del yugo de los musulmanes, propagando la vida monástica y distinguiéndose por su beneficencia hacia los pobres.

## Vida
Se conserva una corta biografía, copiada en minúscula visigótica por el diácono Juan, coetáneo suyo. Esa copia es del año 920, quince años después de su muerte. Se ignora el autor. A pesar de su estilo lacónico, se puede intentar reconstruir los rasgos fundamentales de su vida y carácter aunque en ella hay adherencias legendarias comunes a los relatos de las vidas de santos de la Edad Media.
Nace en la ciudad de Lugo, en el Regueiro dos Hortos, en el año 833, es hijo de los condes de Lugo y lleva vida de estudiante hasta que aproximadamente a los 18 años, se prepara para el sacerdocio según los usos del momento. 

### Froilán, el ermitaño
Su vida espiritual entra en crisis y se hace ermitaño, retirándose según parece a una gruta de Ruitelán en Vega de Valcarce, El Bierzo (ahora ermita). Mientras tanto, estallan las revueltas mozárabes en la España musulmana. Era el año 850 y en Córdoba el martilogio comenzó a florecer de nuevo con el rito solemne de la sangre:
Rosas purpúreas de esta larga primavera martirial fueron, entre otros, el sacerdote Perfecto, degollado el día de la Pascua mora; el erudito monje Isaac, decapitado y colgado de un palo; el joven Sancho, crucificado; las dos vírgenes Columba y Pomposa, y el más famoso de todos, el bienaventurado Eulogio, aquel hacedor anhelante de mártires, cuya cabeza cortó el alfanje de un solo golpe, a las tres de la tarde del sábado 11 de marzo del año 859. Tal vez la voz poderosa de esta sangre inocente retumbó entre los montes donde Froilán se escondía y le empujó a organizar una cruzada. Tal vez en el diálogo familiar con Dios sintió la invitación a la vida activa.
Nos cuenta su biógrafo, con la ingenuidad de nuestros cantares de gesta y, sin duda, imitando los inicios de la predicación de Isaías, que al joven eremita le acuciaba la duda de si debía permanecer por más tiempo en aquellas soledades. 
Para liberarse de la soledad se sometió a una prueba de fuego. Si Dios suspendía las leyes, era señal evidente de su voluntad divina: 
Froilán introdujo unas brasas encendidas en su boca. El fuego no le causó la más mínima quemadura. Dios había hablado. De los montes se lanzó a los poblados a propagar entre los hombres otro fuego que le ardía dentro.
A lo largo de los años, su vida se ve marcada por diferentes acontecimientos que irán forjando poco a poco su destino, tal vez uno de los más importantes conocer al sacerdote mozárabe de Tarazona, Atilano, con el cual emprenderá una vida monacal y de reforma de la vida eremítica, con ánimo de atender únicamente a su perfección y a la unión con Dios. Se retiran a lo más quebrado de las montañas leonesas, el monte Cucurrino (hoy conocido como monte Corueño o monte Curueño)
Pero los pueblos en masa le seguían a su celda solitaria. Con las muchedumbres iban magnates y obispos que anhelaban oír su palabra. Entre sus oyentes se despertaron numerosos seguidores cautivados por sus ejemplos. Ante los ruegos insistentes se ve forzado a bajar a la ciudad de Viseo. Allí erige su primer monasterio, que llenará pronto con 300 monjes. Es el comienzo de una nueva etapa: fundador de cenobios.

### Fundador de Cenobios
Su fama salta los montes de León y llega a oídos de Alfonso III en Oviedo, la capital. El rey le envía mensajeros ordenándole venir a su corte. 
Se fija en él para la gigantesca obra de repoblación que había comenzado su padre, Ordoño I. Las fronteras del reino astur-leonés llegaban por el sur hasta la línea del Duero.
Las zonas fronterizas a ambos lados del río estaban despobladas y devastadas por los reyes asturianos. Lo exigía así la táctica militar. Pero había que ir empujando la frontera más abajo. Para eso, en la zona norte del Duero era necesario levantar los poblados destruidos y poner en explotación las tierras abandonadas. Ninguna fuerza más cohesiva para dar vida a estas preocupaciones regias que la acción colonizadora de los monasterios. 
Esto lo comprendió cabalmente el rey y concedió al monje amplias facultades para visitar todos sus dominios y levantar cenobios a cuyo amparo se acogiesen los nuevos poblados. Estas agrupaciones humanas, así formadas, constituían una unidad política cuyo jefe era el abad, y sus agentes y maestros los monjes, que enseñaban las artes de la paz e infundían el espíritu de cruzada en la guerra de reconquista.
Froilán puso en juego de nuevo su capacidad de iniciativa y se dio a recorrer las tierras del reino. Su beligerante actitud le llevó a fundar dos grandes monasterios cerca de la frontera, a pocos kilómetros de Zamora. 
El primero fue el de San Salvador de Tábara, en el que se congregaron 600 monjes de ambos sexos. Era uno de esos monasterios llamados dúplices, donde las monjas, aunque rigurosamente separadas, tenían la ventaja de la asistencia sacerdotal y de la defensa en caso de invasión.
Fue éste uno de los más famosos monasterios por el arte refinado de su escritorio. La pesadumbre del tiempo, insensible a los afanes del hombre, no nos ha permitido ver en su realidad de piedra la arquitectura de esta fundación. Pero, afortunadamente, un códice de su escritorio nos la conserva parcialmente. En el último folio aparece la torre del monasterio, alta y lapídea, de sillería policroma, con ventanales de arcos de herradura. Sobre el tejado, dos airosas torrecillas con sendas campanas. A los lados de los últimos ventanales, dos balcones voladizos se asoman al horizonte. Tres hombres suben a la torre por unas escaleras de mano y otro hace sonar las campanas tirando de una cuerda. Adosado a la torre está el escritorio. Un pergaminero aparece sentado en un taburete cortando el pergamino con grandes tijeras. En un aposento inmediato están el monje Sénior, copista, y Emeterio, escriba y pintor, discípulo predilecto de Magio. Fue Mágio la gloria cultural más notable del monasterio tabarense. Contemporáneo en su niñez de Froilán, elevó a alturas maravillosas el arte de la miniatura, ese arte casto, espiritual y apacible a los ojos, y que mueve el ánima a altas consideraciones.
El segundo monasterio, según el citado biógrafo, lo levantó en un emplazamiento alto y ameno junto a las aguas del río Esla, al parecer cerca de Moreruela (Zamora). Sólo una frase añade a este laconismo: ..se reunieron allí 200 monjes consagrados al ascetismo de la vida regular.

### Obispo de León

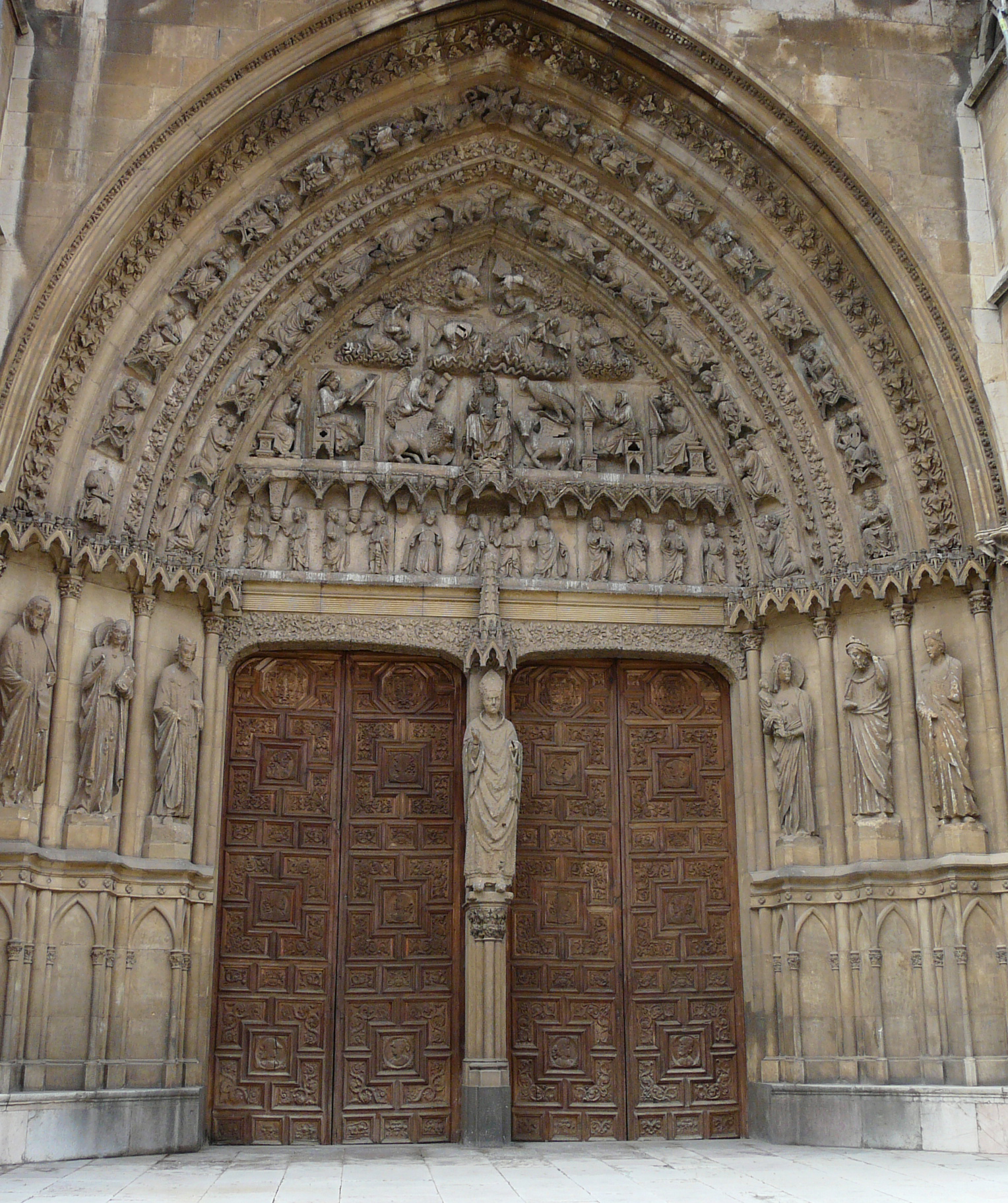
San Froilán representado en el parteluz de la fachada sur de la catedral de León

En el año 900, muere el obispo de León, Vicente, y el pueblo pide al rey que sea Froilán el nuevo obispo.
Nombrado obispo en el día de Pentecostés (19 de mayo) del 900; ese mismo día recibía también la consagración episcopal para ser Obispo de Zamora su inseparable y santo amigo Atilano.
La Iglesia de León, que estaba dedicada, según una donación de la época, "a los señores, santos, gloriosos y, después de Dios, fortísimos patronos Santa María Virgen, Reina celeste, y San Cipriano, obispo y mártir", recibía ahora clamorosamente por obispo al que había de ser su patrón hasta el día de hoy. Los ceremoniales fueron presenciados por el rey y toda la corte del momento, lo que da una idea de la importancia de la figura de San Froilán en la época.
Cinco años después muere en León, el 5 de octubre, y es enterrado en la Catedral de León o antigua iglesia de Santa María, en un suntuoso sepulcro construido para sí por Alfonso III de Asturias.

## Leyenda
Cuenta la tradición que el representar al santo patrón en compañía de un lobo podría deberse a un encuentro que tuvo con uno de ellos en una de sus múltiples peregrinajes.
Dicen que estando San Froilán una mañana rezando y absorto en sus oraciones, se le apareció un lobo hambriento que vio en el asno del santo un apetitoso almuerzo. Abalanzándose sobre él, comenzó a devorarlo momento en el que lo encontró el Santo, que con su mirada dejó al lobo acurrucado y temeroso, mientras le hablaba de amor y paz. 
Así fue como San Froilán consiguió quitarle al lobo el miedo al hombre y al fuego, tomándolo a su servicio para llevarle por el mundo las alforjas. Desde entonces, el lobo caminó siempre a su lado, arrimado a su pierna derecha.